# Leopold Kronecker
Leopold Kronecker (Liegnitz (Pruisen (thans Legnica, Polen), 7 december 1823 - Berlijn, 29 december 1891) was een Duitse wiskundige en logicus.
In 1841 begon hij een studie filosofie aan de Humboldtuniversiteit te Berlijn waar hij in 1845 promoveerde op "De Unitatibus Complexis" ("Over complexe eenheden") tot doctor in de filosofie. Hierna verliet hij de universiteit om te gaan werken bij zijn oom en werd een succesvol zakenman. In 1855 was hij financieel onafhankelijk en keerde hij terug naar de universiteit Berlijn.
Zijn werk heeft belangrijke bijdragen geleverd aan de algebra en getaltheorie en verder aan de analyse, functietheorie (zie ook: functie) en tensoralgebra (zie ook: tensor). In de klassenveldtheorie leverde hij de stelling van Kronecker-Weber. Hij bestudeerde ook elliptische functies en stelde zijn liebster Jugendtraum (liefste jeugddroom) voor, wat leidde tot Hilbert's twaalfde probleem.
In de algebraïsche getaltheorie introduceerde hij de theorie van de divisoren, als een alternatief voor Richard Dedekind's theorie over idealen. Hoewel dat de algemene aanname van Dedekind's benadering ertoe leidde dat zijn theorie werd genegeerd voor een lange tijd, bleken divisoren nuttig voor wiskundigen in de 20ste eeuw.
In 1883 werd hij professor aan de universiteit van Berlijn.
Kronecker was een student van Ernst Kummer en bleef de rest van zijn leven met hem bevriend.
Een beroemde uitspraak van hem is "De gehele getallen zijn door de goede God gemaakt, al het andere is mensenwerk" (Origineel: "Die ganzen Zahlen hat der liebe Gott gemacht, alles andere ist Menschenwerk"). Hiermee gaf hij aan dat volgens hem de hele wiskunde in een eindig aantal stappen uit de natuurlijke getallen moest kunnen worden opgebouwd. Dit bracht hem in conflict met zijn vroegere student Georg Cantor, wat er onder andere toe leidde dat hij heeft geprobeerd het artikel van Cantor tegen te houden, waarin Cantor de begrippen aftelbaar en overaftelbaar introduceerde. Ook zorgde dit voor een ruzie met zijn vriend Karl Weierstrass die van mening was dat Cantor gelijk had.
Kroneckers finitisme maakte hem tot voorloper van het constructivisme.
De kroneckerdelta, het kronecker-symbool en het kronecker-product zijn naar Kronecker vernoemd.